# London with the Lights On
London with the Lights On è il primo album in studio del girl group britannico Stooshe, pubblicato nel maggio 2013.

## Tracce
1. Slip – 3:45
2. Love Me (featuring Travie McCoy) – 3:05
3. Black Heart – 3:28
4. Jimmy – 3:42
5. My Man Music – 3:32
6. Kiss Chase – 3:18
7. Round 2 – 3:57
8. Hoochi Mumma – 3:39
9. Your Own Kind of Beautiful – 3:37
10. Put the Kettle On – 4:01
11. Perfectly Wrong – 3:42
12. See Me Like This – 3:29
13. Fly Again – 4:14
14. Turning Me On – 3:18